# Aeroportul Debre Tabor
Aeroportul Debre Tabor (IATA: DBT, ICAO: HADT) este un aeroport din Etiopia ce deservește zona Debre Tabor. A fost numit după zona deservită.
Situat la o altitudine de 2.588 m, aeroportul dispune de o singură pistă.